# Chantecler (poule)
Pour les articles homonymes, voir Chantecler.
La Chantecler est une race de poule domestique à deux fins qui a été créée au Québec, par le Frère Wilfrid, et admise au standard de l'American Poultry Association en 1921.

## Description
La Chantecler est une volaille à deux fins (chair et ponte), rustique, sélectionnée pour résister aux hivers très rudes du Québec, avec une petite crête et des barbillons rudimentaires, limitant au maximum la prise au gel, « une race ayant à la fois une bonne chair et une bonne capacité de ponte, dont le mâle aurait une minuscule crête ne pouvant geler, dont la femelle pondrait même lorsque l’hiver amène moins d’ensoleillement, et pourquoi pas, blanche comme la neige. ». 

## Origine
Cette race est créée au Québec, à l’abbaye Notre-Dame-du-Lac à Oka, aujourd'hui abbaye Val Notre-Dame à St-Jean-de-Matha, par le Frère Wilfrid. Il commence les croisements en 1908 à partir du combattant indien, de la leghorn, de la rhode-Island, de la wyandotte et de la plymouth. En 1921, la race est admise au standard de l'American Poultry Association.
La race connaît un grand succès dans la première moitié du XXe siècle mais perd sa popularité au milieu du XXe siècle en raison de la spécialisation de la production (soit pour la ponte, soit pour la chair), au point qu'elle court le danger de disparaître. Longtemps menacée d'extinction, elle est défendue par quelques éleveurs et est déclarée race animale du patrimoine agricole du Québec en 1999, au même titre que le cheval canadien et la vache canadienne.

### Origine du nom
Dans une lettre publiée dans La Presse, le Frère Wilfrid explique qu'il a choisi ce nom en raison du succès de la pièce du même nom d'Edmond Rostand et parce que « (Et) je crus qu'un nom si profondément français, tout en étant facilement bilingue, conviendrait bien à une race de volailles née dans un coin de terre où les traditions restaient bien françaises à l’ombre d’un drapeau britannique. ».

### Standard officiel

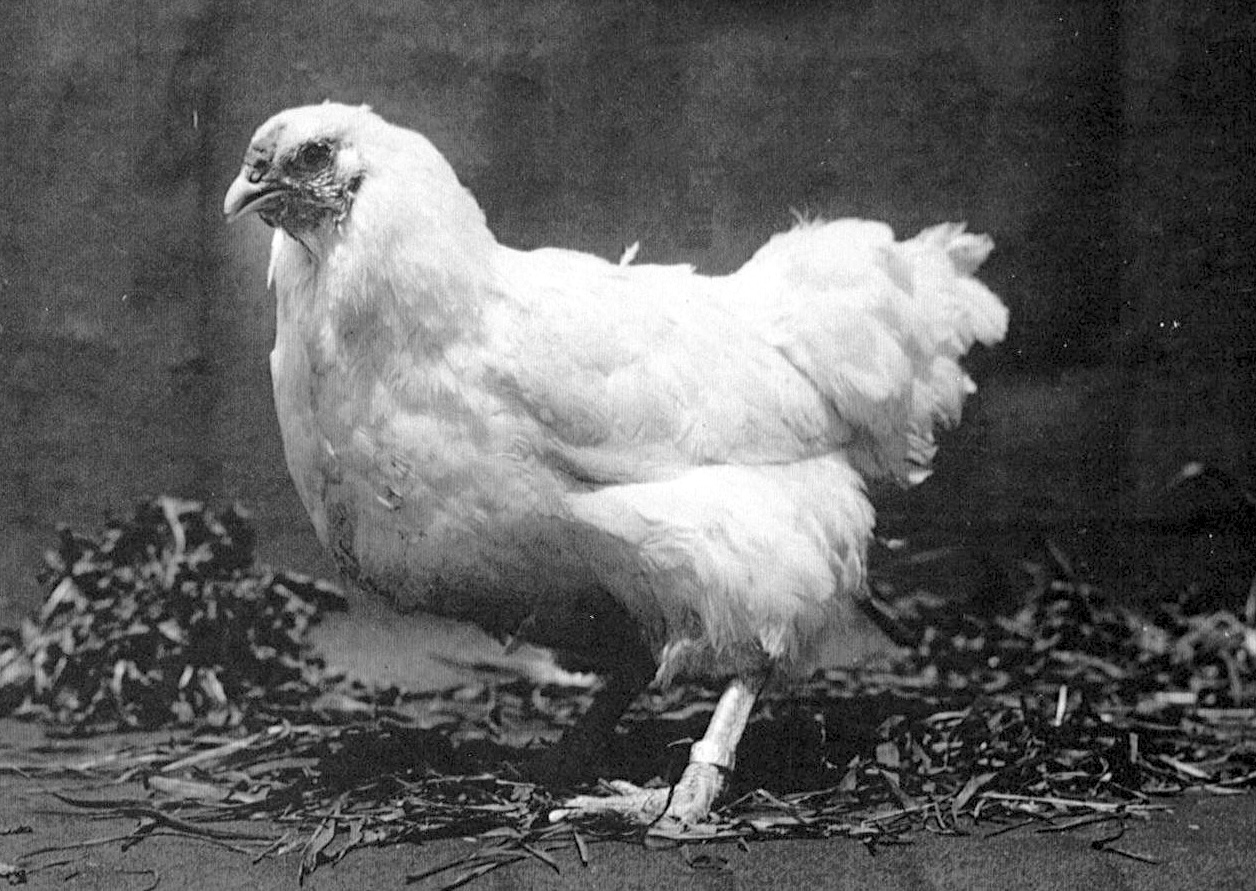
Poule Chantecler de l'abbaye de Notre-Dame-du-Lac en 1926.

- Masse idéale : coq : 3,8 à 3,9 kg ; poule : 2,9 à 3 kg
- Crête : frisée, petite
- Oreillons : rouges
- Couleur des yeux : rouge orangé
- Couleur de la peau : jaune
- Couleur des tarses : jaune
- Variétés de plumage : blanc,
- Œufs à couver : min. 60 g, coquille teintée
- Diamètre des bagues : coq : 22 mm ; poule : 20 mm